# Lijst van J-pop-artiesten
J-pop is Japanse popmuziek. Dit is een lijst van artiesten in dit genre.

## 0-9
- °C-ute
- Λucifer

## A
- Aimer
- Aimyon
- Air Suzuki
- AKB48
- Akeboshi
- Alice Nine
- Amuro Namie
- ANGERME
- Anri
- L'Arc-en-Ciel
- Aya Ueto
- Ayumi Hamasaki

## B
- Babymetal
- Berryz Kobo
- BoA (geboren in Korea)
- BRAHMAN
- Buffalo Daughter
- B'z

## C
- Candies
- Capsule
- Country Musume ni Konno to Fujimoto
- Crystal Kay

## D
- Dir En Grey
- Alan Dawa Dolma

## E
- Every Little Thing

## F
- Flipper's Guitar

## G
- Gackt
- Goose House

## H
- HAL (band)
- Hamasaki Ayumi
- Heartsdales
- Hello! Project
- High and Mighty Color
- Hironobu Kageyama
- Hotei Tomoyasu

## K
- Kana-Boon
- Kanaria
- Kanno Yoko
- KAT-TUN
- Kousuke Atari

## L
- Luna Sea
- LiSA

## M
- May J.
- Matsuura Aya
- Melody
- Miyavi
- Mizuki Nana
- Momoiro Clover Z
- Morning Musume

## N
- Namie Amuro
- NEWS

## O
- Otsuka Ai

## P
- Perfume
- Pink Lady

## R
- Rie Fu

## S
- S/mileage
- Shibasaki Ko
- SPEED
- Super Junior (geboren in Korea)

## T
- The Turtles
- Tokyo Ska Paradise Orchestra (TSPO)
- Tomomi Kahala
- Toshi
- Tsunku
- Twice (geboren in Korea)

## U
- Ueto Aya
- Utada Hikaru

## W
- Whiteberry

## X
- X Japan

## Y
- Yamamoto Ryohei
- Yoko Kanno
- YOASOBI
- Yui
- Yukiko Okada
- Yuna Ito

## Z
- ZARD
- Zoo